# Вана-Карісте
Ва́на-Ка́рісте (ест. Vana-Kariste küla) — село в Естонії, у волості Мулґі повіту Вільяндімаа.

## Населення
Чисельність населення на 31 грудня 2011 року становила 74 особи.

## Історія
З 11 липня 1991 до 24 жовтня 2017 року село входило до складу волості Галлісте.

## Пам'ятки
- Миза Вана-Карісте (Vana-Kariste mõis).
- Будинок управи колишньої волості Вана-Карісте.

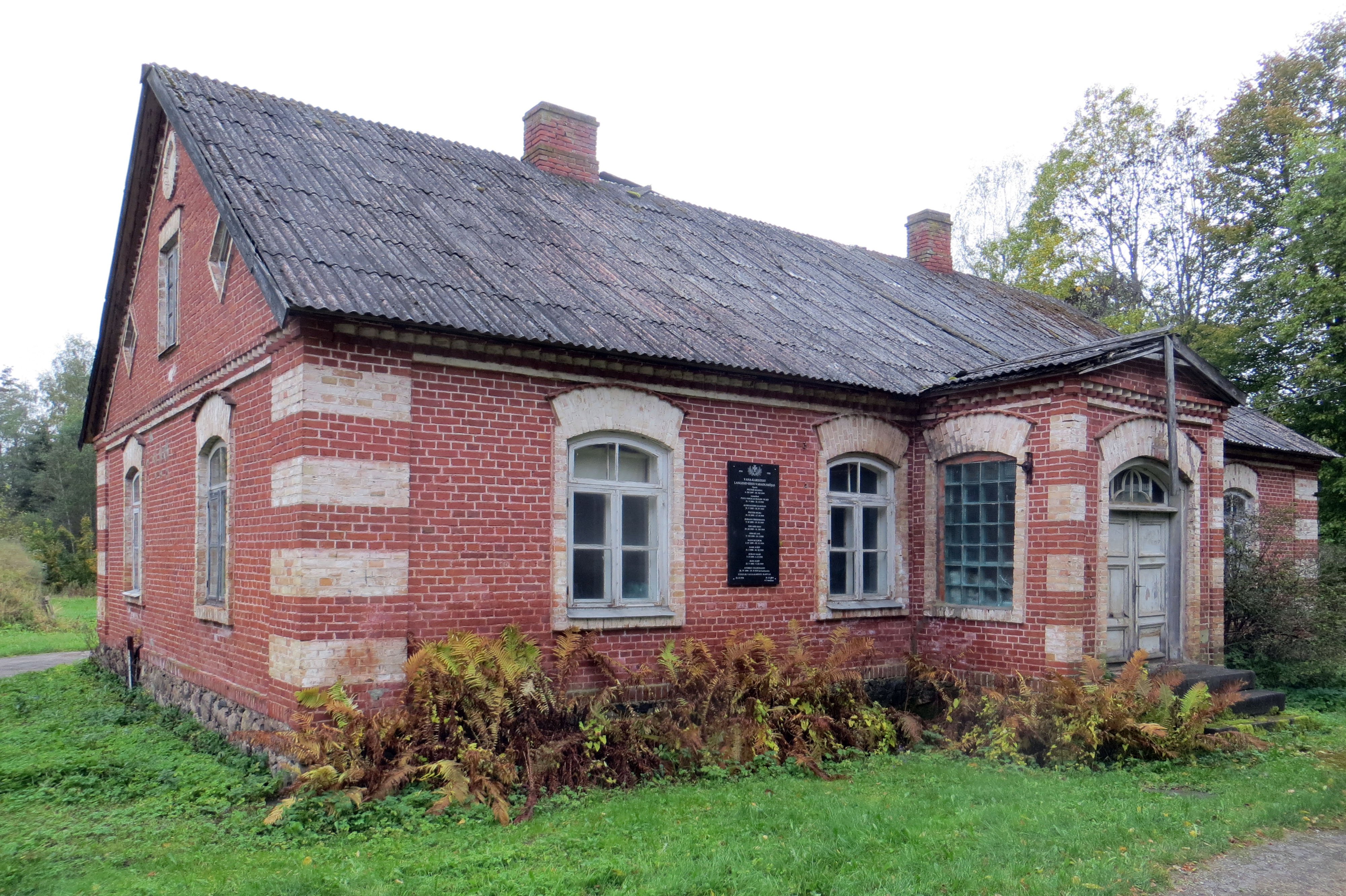
Будинок волосної управи